# Амадор-Веллі (школа)
Старша школа Амадор-Веллі — загальноосвітня старша школа в місті Плезантон, штаті Каліфорнія, США, місті на сході Окленду.
Школу називали Визначною школою Каліфорнії, Національною школою героя та Національною школою блакитних стрічок. Амадор-Веллі — одна з чотирьох старших шкіл у Плезантон Юніфайд Скул Дістрікт, поряд із Старшою школою Футхіл, Сільською старшою школою та Старшою школою Горізон. Групи учнів, включаючи the Marching Band та Math Team, досягнувши високого рейтингу в каліфорнійських змаганнях, виїздили за кордони штату. У національних змаганнях, таких як «Ми, народ: громадянин та Конституція», команда Амадор-Веллі знаходилася у четвірці найкращіх з 1994 по 1996, 2006—2009, 2011, 2013, 2014, 2018 та 2019 роки. Так само, команда з робототехніки Амадор-Веллі, AVBotz, визнана найкращою національною командою старшої школи в змаганнях з автономного підводного транспортного засобу (AUV), організованих Міжнародною асоціацією безпілотних транспортних систем (AUVSI).
З 2009 року Амадор-Веллі надала своїм 2500 учням 20 Курсів підвищення кваліфікації, 23 різноманітних видів спорту, програму вивчення водної місцевості дикої природи та професійне навчання. Щомісячне шкільне видання «Амадон» публікує статті з легкої атлетики, академічних та позакласних питань, а також новин школи та громади. Місце розташування Амадора надає можливість для проведення парадів та розміщення сайту театру Амадор, центрального місця виконавських мистецтв Плезантона протягом більше 60 років. Театр Амадор залишається частиною кампусу Амадор-Веллі з 1930-х років, незважаючи на велике будівництво шкіл у 1968, 1997 та 2004 роках. Амадор — суперник старшої школи Фуххіл.
У 1923 році школа, заснована як «Об'єднана старша школа Амадор-Веллі» (AVJUHS), випустила свій перший клас.

## Історія

### Область та округи
Назва старшої школи Амадор-Веллі, раніше відомої, як об’єднана старша школа Амадор-Веллі,  походить від місця розташування в долині Амадор (частини району Трі-Веллі в Іст-Бей Сан-Франциско ). Однофамільцем долини був багатий Каліфорніо скотовод Дон Хосе Марія Амадор.  Школа була заснована 14 березня 1922 року, як частина об'єднаного округу середньої школи Амадор-Веллі (AVJUHSD) через загрозу перенаповнення та транспортування для учнів, які їхали до сусідньої  Старшої школи Лівермор. Перший клас Амадор-Веллі закінчив навчання у 1923 р.
З 1922 по 1988 рік школа складала частину AVJUHSD. Спершу, цей округ був навчальним центром для учнів із сусіднього Дубліна та служив місцевій сільській громаді. Наприкінці 1930-х років до головної будівлі кампусу добудували театр Амадор. У 1968 році "Оригінальна" будівля кампусу (1922) була зруйнована, залишивши лише театр перед фасадом кампусу старшої школи Амадор-Веллі. У театрі ставилися шкільні вистави, проводилися концерти гуртів, вистави, лекції та збори, він був колишнім будинком успішної спільноти театральної групи Cask and Mask, нині відомої як The Masquers.  Закон про федеральну допомогу на шосе 1956 р. призвів до побудови ряду автострад в регіоні, що, в свою чергу, збільшило населення та збільшило кількість учнів.

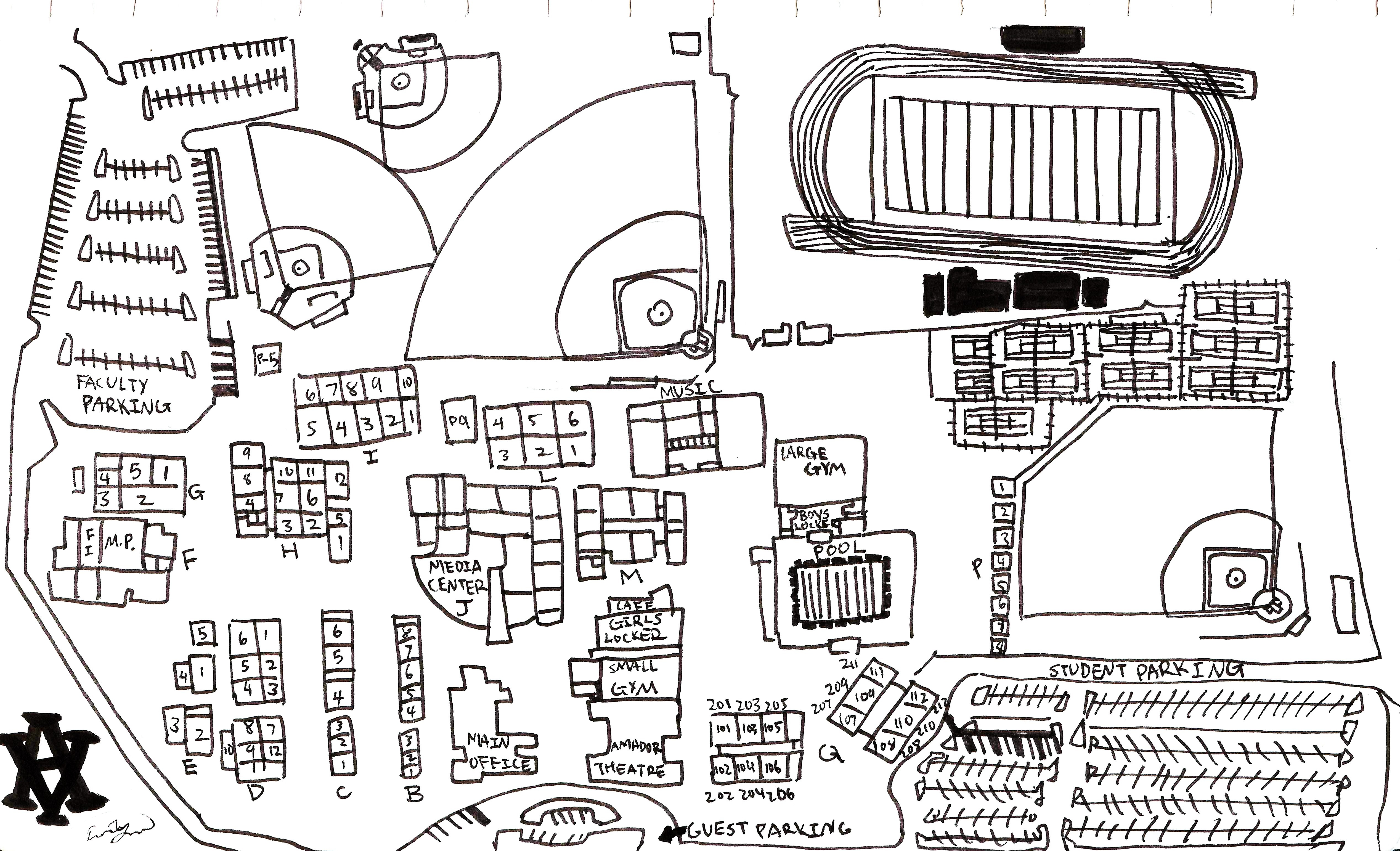
2009 намальована студентами карта шкільного містечка

У 1988 році виборці підтримали об'єднання кількох шкільних округів в регіоні. 1 липня 1988 р. AVJUHSD поєдналася з Об’єднаним шкільним округом Плезантон, утворивши об’єднаний шкільний округ Плезантон.   Станом на 2009 рік округ складався з двох загальноосвітніх шкіл (Амадор-Веллі та Футхіл), двох вечірніх шкіл (Горізон та Вілидж), трьох середніх шкіл, семи початкових шкіл та програми навчання дорослих.

### Розвиток

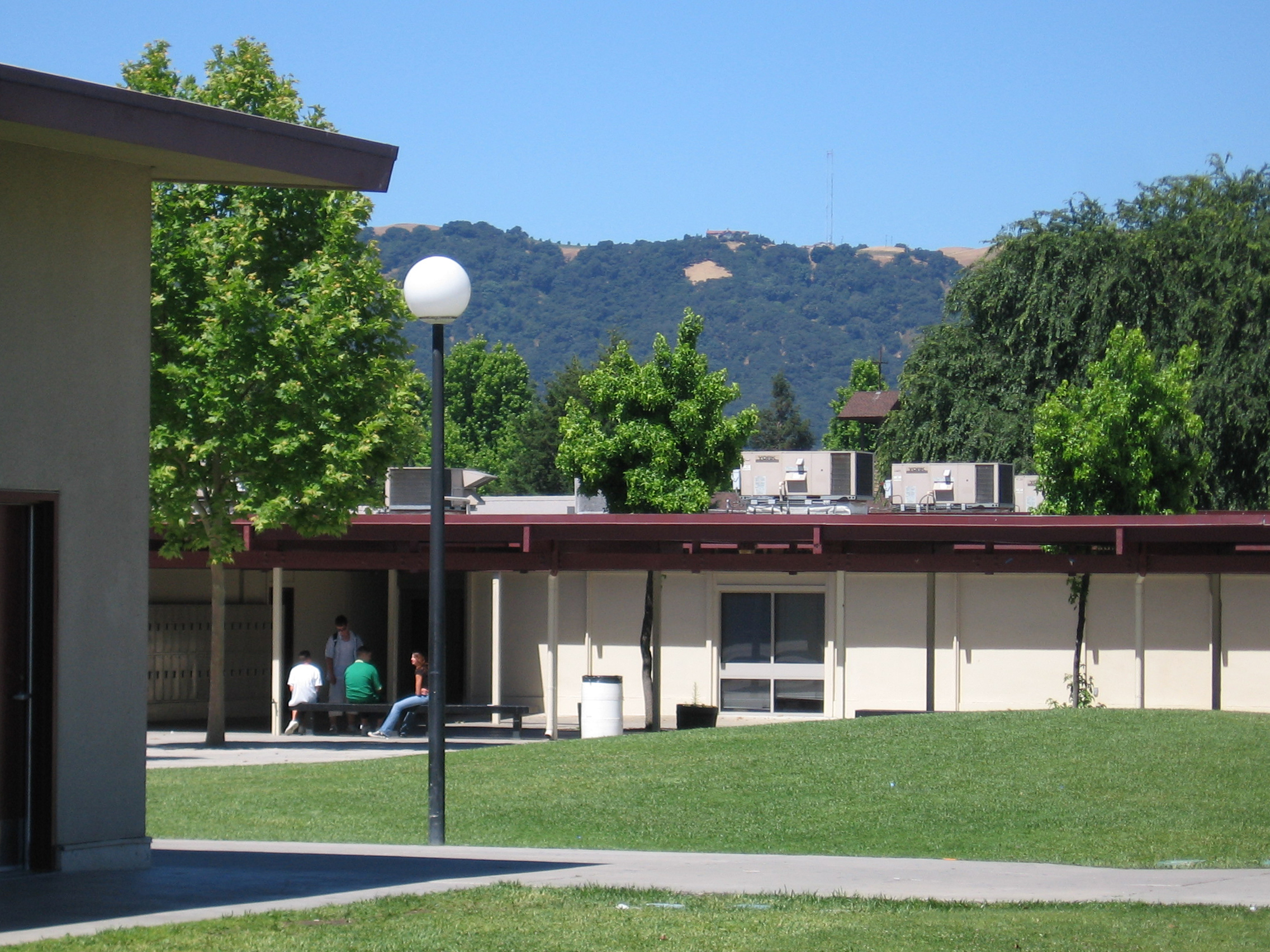
Шкільне містечко з Плезантон-Ридж

Перший клас, який складався з восьми учнів, випустився у 1923 році, зробивши школу відомою своїми муніципальними оркестрами та спортивними командами, а також їхніми вболівальниками.  Школа обрала Дон своїм талісманом на честь титулу, який використовував Амадор; Дон — це іспанський термін, який використовується як знак високої поваги до видатного дворянина чи кавалера.
Батьки учнів Амадор-Веллі залучались до студентської діяльності. У 1927 році матері Плезантону розпочали програму шкільного обіду, для забезпечення учнів кращим середовищем для навчання. Батьки подарували горщики та каструлі, а нещодавно найнятий кухар готував обіди, які можна було їсти за новими столами та лавками. Столи та лавки були побудовані the custodian та вчителем музики з дерева стайні, що раніше знаходилася в університетському містечку. Цей проект призвів до створення в долині Амадор наприкінці 1920-х років голови Асоціації батьків і вчителів (PTA).
Значна частина оригінальної будівлі старшої школи  Амадор-Веллі була зруйнована в 1968 році, залишився лише театр, до якого відновили зусилля збору коштів громади. Наступного року школа досягла максимальних можливостей, приблизно 1895 учнів. Для розміщення більшої кількості учнів була заснована Дублінська старша школа. Обидві школи проводили заняття в кампусі Амадор-Веллі протягом 1968–69 навчального року.  Збільшення приїжджих сімей у регіоні Плезантон спонукав до заснування ще однієї старшої школи, Футхіл, у 1973 р. 

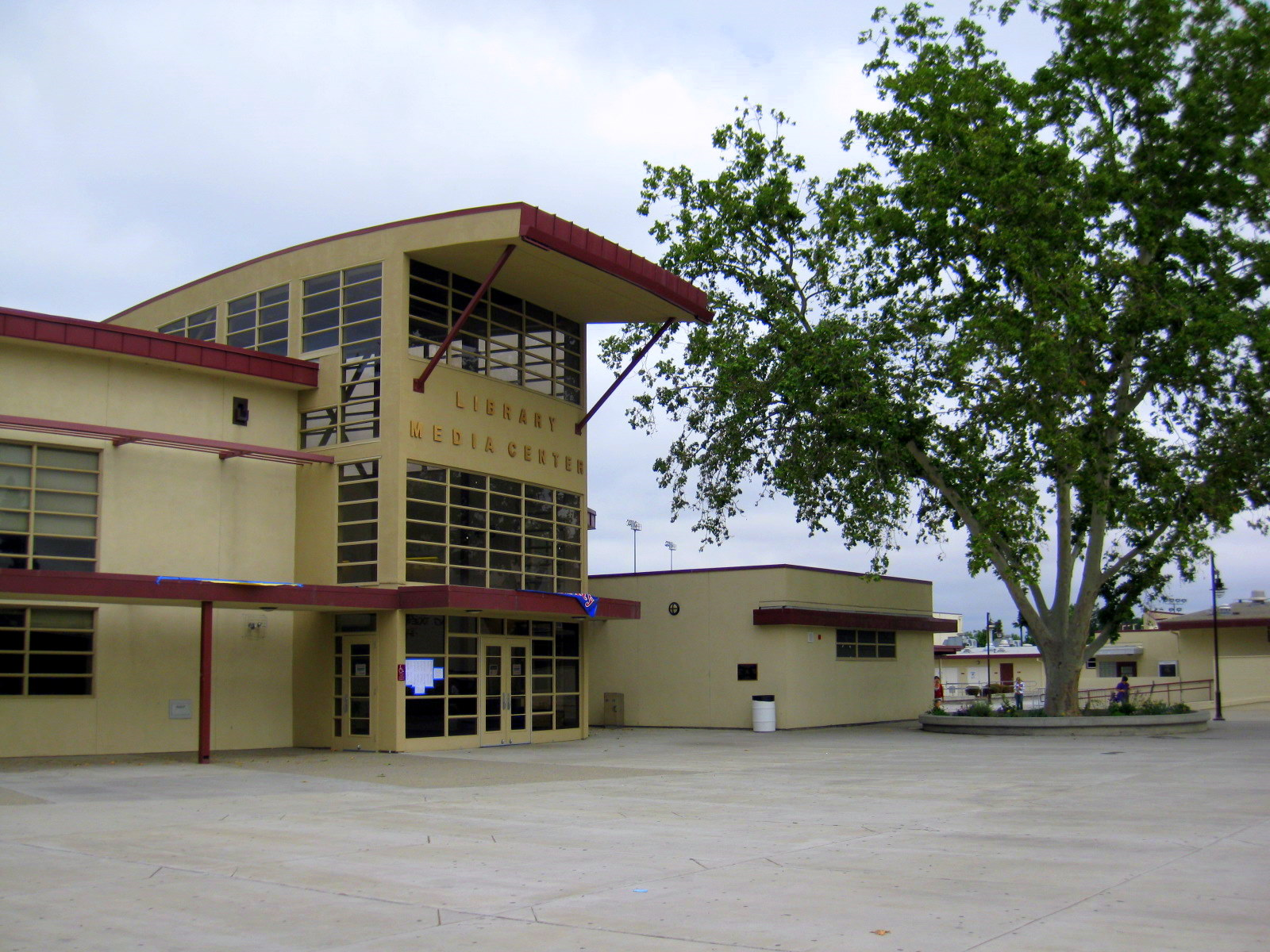
Бібліотечно-медіа-центр - найвища будівля в кампусі Амадор-Веллі. За словами колишньої бібліотекарки з Амадор-Веллі Еллен Белл, будівля була спроектована для того, щоб бути "відкритою, просторою та захоплюючою".

З 3 листопада 1986 року вчителі Амадор-Веллі розпочали страйк, щоб "протестувати проти зриву переговорів щодо нового контракту".  Школа привела вчителів на заміну замість викладачів пікетування. Вчителі Амадор-Веллі об'єдналися в профспілки під Асоціацією Каліфорнії вчителів і Національною асоціацією освіти.
У березні 1997 року місто перейшло до "Заходу Б", завдяки якому шкільний округ отримав 69 мільйонів доларів на заміну старих та переповнених приміщень та модернізацію шкільного містечка.  Була проведена реконструкція однієї з останніх оригінальних споруд школи: театру Амадор, найпопулярнішого закладу виконавського мистецтва міста. Були додані оновлені навчальні кабінети, багатофункціональна кімната, бібліотека та медіа-центр та звукоізольована музична будівля. Розширено паркінг та центральний двір, на новому майданчику було понад 550 паркувальних місць, а навчальні класи обладнані для підвищення енергоефективності.
У 2004 році було закінчено будівництво нового  двоповерхового будинку, який складався з двадцяти чотирьох нових навчальних класів. Наступного року  побудовано водний центр Чарльза "Чак" Волонте для команд з плавання, дайвінгу та водного поло. У грудні 2004 року додані модернізації освітлення для поліпшення енергоефективності та освітленості.  У 2005 році старша школа Амадор-Веллі була першою старшою школою, яка приєдналася до всесвітньої Go Green Initiative. Того ж року Плезентон був обраний «Зеленим містом року».
У жовтні 2019 року завершився проект сонячної батареї, розпочатий влітку 2019 року. Передбачається, що вартість $ 650 000 заощадить 1,8 мільйона протягом 25 років.

### Нагороди

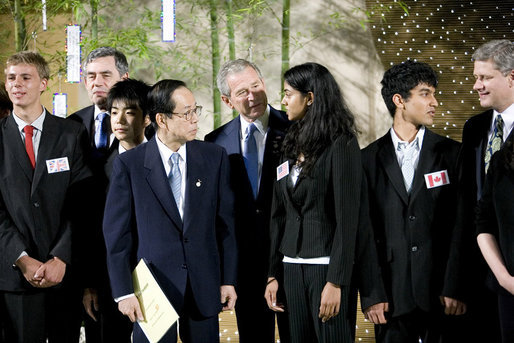
Президент Джордж Буш та прем'єр-міністр Японії Ясуо Фукуда розмовляють з представником Амадор-Веллі у 2008 році Саміт G8.

Школу тричі признавали Визначною школою Каліфорнії, Національною школою героя, та двічі Національною школою блакитних стрічок. За результатами діяльності за 2008 рік Амадор-Веллі отримала показник академічної успішності (API) 10 за 10-бальною шкалою. За даними Дейлі Біст/ Ньюсвік  старша школа Амадор-Веллі посіла 173 місце у 2013 році та 238 у 2012 році у списку найкращих старших шкіл Америки. У 2008 році команда учнів з Амадор-Веллі перемогла у національному конкурсі Юніор 8 під спонсорством ЮНІСЕФ. Команда поїхала до Тояко, Японія, щоб відвідати 2008 Саміт світових лідерів Групи восьми (G8) для співпраці над вирішенням світових проблем. Вісім вчителів Амадор-Веллі — Марк Обел, Деббі Емерсон, Джон Грантем, Том Холл, Деббі Харві, Брайан Ладд, Марла Сілверсміт та Ерік Тіл — визнані вчителями року в Плезантон Юніфайд Скул Дістрікт; одного з них, Брайана Ладда, також визнали учителем року в окрузі Аламіда.

## Визначні люди, пов’язані зі школою

### Alumni
- Крейг Біллмаєр - чемпіон світу з гри на повітряній гітарі 2008 року, Національний чемпіон США з гри на повітряній гітарі 2006 і 2008 років
- Нейт Боєр - лонг снепер Американського футболу та Зелений берет армії США [17]
- Кері Чун - колишній командир 50-го космічного крила ВПС США
- Кевін Кроу - колишній професійний футболіст Сан-Дієго, менеджер та тренер [18]
- Рік Кейн - гравець НФЛ у "Детройт Лайонс" і "Вашингтон Редскінс"; біг назад, загальна кар’єра 1486 ярдів; Клас '73
- Пол Корвер - режисер і актор [19]
- Грег Краген - колишній гравець НФЛ на 13 років за " Кароліну Пантерс", " Канзас-Сіті Шефс" і " Денвер Бронкос" ; пішов до однієї Pro Bowl і стартував у трьох Super Bowls
- Джоель Крибель - колишній учасник PGA Tour, Web.com Tour та PGA Tour Canada
- Кевін Лауе - баскетболіст дивізіону I Манхеттенського коледжу однією рукою; дебютував у сезоні 2009–2010;  колишній президент Джордж Буш-старший попросив зустрітися з Лауе, коли він був студентом Амадор-Веллі  [20]
- Еббі Мартін - журналіст та громадський активіст; ведучий Breaking the Set on RT Network; засновник Media Roots (mediaroots.org), громадського журналістського проєкту
- Том Орлов - окружний прокурор округу Аламеда
- Скотт Пітерс - колишній нападник НФЛ для кардиналів Аризони [21]
- Стівен Піскотті - Бейсболіст вищої ліги в Оклендській атлетиці [22]
- Джо Пламмер - барабанщик та автор, Скромна Мишка, The Shins, і в даний час Діти холодної війни
- Донна Теодор - співачка та актриса, лауреат премії World Theatre та Drama Desk за роль у фільмі Shenandoah
- Девід Йост — актор, відомий своєю роллю Біллі Кренстона у телесеріалі Могутні рейнджери

### Персонал
- Джим Тімінгем – Мер Плезантону, член the Immortal 21[23]

### Online resources
- Enrollment numbers [Архівовано 14 січня 2021 у Wayback Machine.]
- Enrollment by ethnicity
- Enrollment by grade
- Amador Valley High School 2005–2006 School Accountability Report Card (PDF), Amador Valley High School, архів оригіналу (PDF) за 16 липня 2011, процитовано 27 липня 2009
- Amador Valley High School 2007–2008 School Accountability Report Card (PDF), Amador Valley High School, архів оригіналу (PDF) за 24 серпня 2009, процитовано 27 липня 2009
- Amador Valley High School 2016–2017 School Accountability Report Card (PDF), Amador Valley High School, архів оригіналу (PDF) за 15 листопада 2020, процитовано 14 листопада 2020
- Amador Valley High School 2018–2019 School Accountability Report Card (PDF), Amador Valley High School, архів оригіналу (PDF) за 3 травня 2021, процитовано 12 листопада 2020
- Amador Valley High School Robotics (2000), Hammerhead: Autonomous Underwater Vehicle (PDF), архів оригіналу (PDF) за 23 травня 2004, процитовано 20 липня 2009
- Amador Valley High School Robotics (2001), Intelligence by Design: The Development of an Autonomous Underwater Vehicle (PDF), архів оригіналу (PDF) за 24 травня 2004, процитовано 20 липня 2009
- Amador Valley High School Robotics (2002), The Barracuda Project: Building an efficient reliable platform for underwater operations (PDF), архів оригіналу (PDF) за 26 травня 2004, процитовано 16 серпня 2009
- Amador Valley High School Robotics Club (2008), Barracuda VII, архів оригіналу за 4 березня 2012, процитовано 16 листопада 2009
- HKIT Architects (June 2018), Measure I1 Facilities Master Plan (PDF), архів оригіналу (PDF) за 16 листопада 2020, процитовано 14 листопада 2020
- Pleasanton Unified School District (October 2006), Two schools in Pleasanton designated National Blue Ribbon Schools, архів оригіналу за 4 жовтня 2006, процитовано 24 листопада 2009
- National Blue Ribbon Schools Program U.S. Department of Education (2017), Amador Valley High School - Pleasanton, CA, архів оригіналу за 20 березня 2021, процитовано 12 листопада 2020
- California Department of Education (22 вересня 2006), Blue Ribbon Schools for 2006 – Public Schools, архів оригіналу за 16 січня 2010, процитовано 23 червня 2009
- California Department of Education (10 вересня 2008), 2001–02 Award Winning Schools – Blue Ribbon Schools, архів оригіналу за 3 жовтня 2009, процитовано 23 червня 2009
- California Department of Education Policy and Evaluation Division, California School Recognition Program Distinguished School Awardees 1984 Through 2009, архів оригіналу за 20 вересня 2010, процитовано 13 листопада 2020
- Character Education Partnership, 2004 National Schools of Character Winners – Character Education Partnership, архів оригіналу за 22 березня 2006, процитовано 29 червня 2009
- 2012 Fall Startup Event Results, National Assessment & Testing, архів оригіналу за 18 травня 2021, процитовано 13 листопада 2020
- 2013 Fall Startup Event Results, National Assessment & Testing, архів оригіналу за 18 травня 2021, процитовано 13 листопада 2020
- 2015 Fall Startup Event Results, National Assessment & Testing, архів оригіналу за 18 травня 2021, процитовано 13 листопада 2020
- 2016 Fall Startup Event Results, National Assessment & Testing, архів оригіналу за 18 травня 2021, процитовано 13 листопада 2020
- 2017 Fall Startup Event Results, National Assessment & Testing, архів оригіналу за 16 листопада 2020, процитовано 13 листопада 2020
- 2018 Fall Startup Event Results, National Assessment & Testing, архів оригіналу за 18 травня 2021, процитовано 13 листопада 2020
- 2019 Fall Startup Event Results, National Assessment & Testing, архів оригіналу за 15 листопада 2020, процитовано 13 листопада 2020